# Rozmaitość liniowa
Rozmaitość liniowa – zbiór punktów przestrzeni afinicznej {\displaystyle {\mathfrak {U}}} rozpiętej nad przestrzenią wektorową {\displaystyle \mathbb {V} } zdefiniowany następująco
{\displaystyle M_{0}+\mathbb {W} :=\{M_{0}+w:w\in \mathbb {W} \},}
dla pewnego punktu {\displaystyle M_{0}\in {\mathfrak {U}}} i pewnej podprzestrzeni wektorowej {\displaystyle \mathbb {W} <\mathbb {V} }.
Punkt {\displaystyle M_{0}} nazywany jest punktem początkowym rozmaitości liniowej, a podprzestrzeń wektorowa {\displaystyle \mathbb {W} } nazywana jest przestrzenią kierunkową rozmaitości.
Własności:
- Każdy punkt danej rozmaitości liniowej można przyjąć za jej punkt początkowy[2].

- Przestrzeń kierunkowa danej rozmaitości jest wyznaczona jednoznacznie[2].

## Wymiar rozmaitości
Wymiarem rozmaitości nazywa się wymiar jej przestrzeni kierunkowej.
Jeśli więc przestrzeń kierunkowa rozmaitości ma wymiar {\displaystyle m,} to o rozmaitości mówi się Rozmaitość liniowa {\displaystyle m}-wymiarowa.
Rozmaitość z przestrzenią kierunkową {\displaystyle \mathbb {W} ,} dla której
- {\displaystyle \dim \mathbb {W} =1} nazywa się prostą,
- {\displaystyle \dim \mathbb {W} =2} nazywa się płaszczyzną,
- {\displaystyle \dim \mathbb {W} =\dim \mathbb {V} -1} nazywa się hiperpłaszczyzną[3].

## Przykłady rozmaitości liniowych

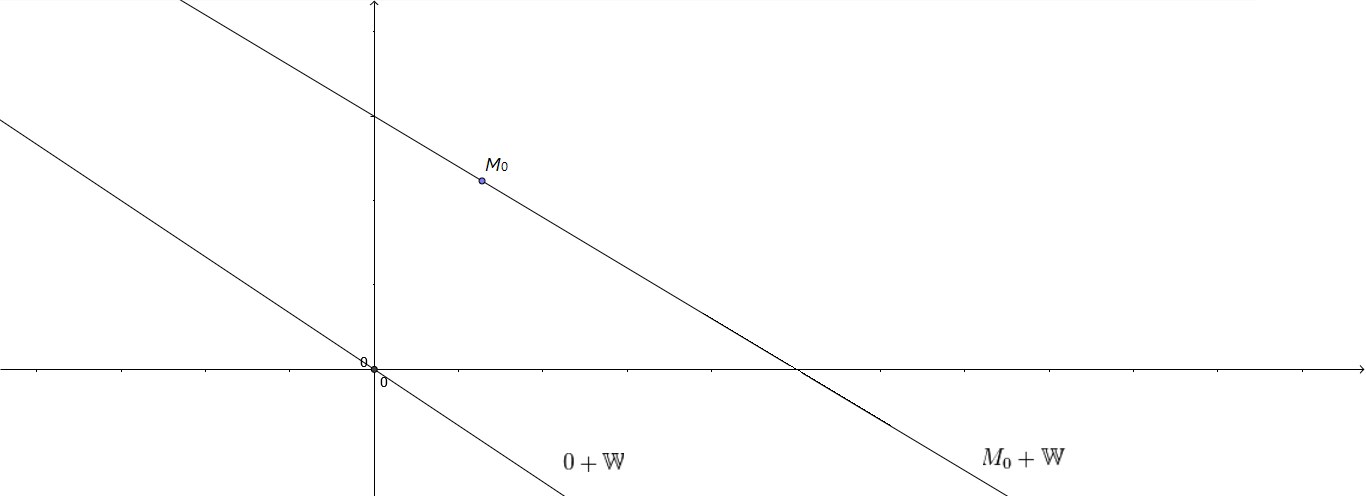
Proste równoległe

Przykłady rozmaitości liniowych:
- przestrzeń afiniczna:

Przestrzeń afiniczna jest rozmaitością liniową, której przestrzeń kierunkową stanowi przestrzeń wektorowa, nad którą rozpięta jest przestrzeń afiniczna, a punktem początkowym – dowolny punkt tej przestrzeni afinicznej;
- rozmaitość zerowymiarowa:

Jeśli {\displaystyle M_{0}\in {\mathfrak {U}},} to rozmaitość {\displaystyle M_{0}+\{0\}=\{M_{0}\}.} Zatem rozmaitość jest zerowymiarowa wtedy i tylko wtedy, gdy jest jednopunktowa
- proste równoległe:

Niech {\displaystyle {\mathfrak {U}}} będzie płaszczyzną kartezjańską. Rozpatrzmy przestrzeń afiniczną {\displaystyle {\mathfrak {U}}} rozpiętą nad {\displaystyle \mathbb {R} ^{2}.} Niech {\displaystyle \mathbb {W} } będzie jednowymiarową podprzestrzenią przestrzeni liniowej {\displaystyle \mathbb {R} ^{2}.} Niech {\displaystyle M_{0}} będzie punktem płaszczyzny {\displaystyle {\mathfrak {U}}.} Wtedy {\displaystyle M_{0}+\mathbb {W} } to prosta równoległa do prostej {\displaystyle 0+\mathbb {W} ,} gdzie {\displaystyle 0} to początek układu współrzędnych (patrz: rysunek obok).

## Rozmaitości liniowe a przestrzenie afiniczne

### Lemat
{\displaystyle M,N\in M_{0}+\mathbb {W} \Rightarrow {\overrightarrow {MN}}\in \mathbb {W} }

#### Dowód lematu
Jeśli {\displaystyle M\in M_{0}+\mathbb {W} ,} to {\displaystyle M_{0}+\mathbb {W} =M+\mathbb {W} .} Zatem {\displaystyle N\in M+\mathbb {W} } i istnieje taki wektor {\displaystyle {\mathfrak {m}}\in \mathbb {W} ,} dla którego {\displaystyle N=M+{\mathfrak {m}}.} Stąd wynika, że {\displaystyle {\overrightarrow {MN}}={\mathfrak {m}}\in \mathbb {W} }.

### Twierdzenie
Rozmaitość liniowa {\displaystyle M_{0}+\mathbb {W} } przestrzeni afinicznej {\displaystyle {\mathfrak {U}}} rozpiętej nad przestrzenią wektorową {\displaystyle \mathbb {V} } jest przestrzenią afiniczną związaną z przestrzenią liniową {\displaystyle \mathbb {W} }.

#### Dowód twierdzenia
Jeśli {\displaystyle M\in M_{0}+\mathbb {W} ,} to {\displaystyle M+\mathbb {W} =M_{0}+\mathbb {W} .} Stąd:
{\displaystyle \forall _{{\mathfrak {v}}\in \mathbb {W} }\forall _{M\in M_{0}+\mathbb {W} }M+{\mathfrak {v}}\in M_{0}+\mathbb {W} .}
Rozważmy funkcję {\displaystyle {\mathfrak {f}}\colon {\mathfrak {U}}\times \mathbb {V} \to {\mathfrak {U}}} taką, że:
{\displaystyle {\mathfrak {f}}\colon (N,x)\mapsto N+x.}
Łatwo zauważyć, że funkcja ta posiada następującą własność:
{\displaystyle {\mathfrak {f}}\colon (M_{0}+\mathbb {W} )\times \mathbb {W} \to M_{0}+\mathbb {W} }.
Aby zakończyć dowód, wystarczy sprawdzić, czy funkcja {\displaystyle {\mathfrak {f}}} spełnia aksjomatykę przestrzeni afinicznej.
Rzeczywiście, korzystając z tego, że {\displaystyle M\in {\mathfrak {U}},\ \ x,y\in \mathbb {V} } dostaniemy
{\displaystyle {\mathfrak {f}}(M,x+y)=M+(x+y)=(M+x)+y={\mathfrak {f}}({\mathfrak {f}}(M,x),y)}
co oznacza, że {\displaystyle {\mathfrak {f}}} spełnia I aksjomat przestrzeni afinicznej.
Z kolei jeśli {\displaystyle N,P\in M_{0}+\mathbb {W} ,} to na mocy lematu otrzymujemy {\displaystyle {\overrightarrow {NP}}\in \mathbb {W} .} A stąd
{\displaystyle {\mathfrak {f}}(N,{\overrightarrow {NP}})=N+{\overrightarrow {NP}}=P.}
Czyli funkcja {\displaystyle {\mathfrak {f}}} spełnia III aksjomat przestrzeni afinicznej.

## Równoległość rozmaitości
Dwie rozmaitości liniowe danej przestrzeni afinicznej nazywa się równoległymi, jeśli mają tę samą przestrzeń kierunkową.
Relacja równoległości jest relacją równoważności.
Każde dwie rozmaitości równoległe są równe lub rozłączne.
W niektórych źródłach dodatkowo żąda się, by rozmaitości równoległe nie posiadały punktów wspólnych. Tak rozumiana równoległość nie będzie jednak równoważnością, a każde dwie rozmaitości równoległe będą rozłączne.

### Uwaga
Niektórzy autorzy przyjmują ogólniejszą definicję:
Rozmaitość liniowa {\displaystyle M_{0}+\mathbb {W} } jest równoległa do rozmaitości liniowej {\displaystyle N_{0}+\mathbb {T} ,} gdy {\displaystyle \mathbb {W} } jest podprzestrzenią przestrzeni wektorowej {\displaystyle \mathbb {T} ,} tzn. gdy {\displaystyle \mathbb {W} <\mathbb {T} .}
Ta ogólniejsza definicja obejmuje np. przypadek równoległości prostej do płaszczyzny.
Tak zdefiniowana równoległość nie jest relacją symetryczną, jest jedynie zwrotna i przechodnia.
W niektórych źródłach tę ogólniejszą niesymetryczną równoległość określa się równoległością, a zdefiniowaną wyżej ścisłą równoległością.